# Irisbladwesp
De irisbladwesp (Rhadinoceraea micans) behoort tot de orde van de vliesvleugeligen (Hymenoptera) en de familie van de bladwespen (Tenthredinidae). De soort komt voor van Scandinavië tot Spanje en is in de Benelux vrij algemeen.
De volwassen bladwespen leggen in mei hun eitjes op de bladeren van irissen (vooral de gele lis). De eitjes bevinden zich in grote platte plakkaten op het blad van de iris. De larven eten aan de bladeren en kruipen rond juli de grond in. Daar spinnen ze een cocon en verpoppen zich daarin. Pas in mei van het volgende jaar kruipen ze uit.

## Synoniemen
De volgende twee synoniemen zijn bekend:
- Monophadnus iridis
- Tenthredo micans